# Tavola Doria
La Tavola Doria è un dipinto raffigurante la parte centrale della celebre opera pittorica murale della Battaglia di Anghiari di Leonardo Da Vinci, realizzato tra il 1503 ed il 1505.

## Attribuzione
L'autore é ignoto e per lo più è ritenuta una copia di un autore toscano del XVI secolo, forse il Poppi.
Negli schizzi di Leonardo per la battaglia di Anghiari, non compaiono tra le armi usate, pugnali, coltelli o comuni armi bianche di dimensioni ridotte, ma solo lance lunghe oltre ogni limite, che sono fondamentali nel cadenzare la composizione e la campitura dell'opera. Le medesime sono magistralmente usate per la ripartitura grafica dei disegni che si possono consultare alla Galleria dell'Accademia di Venezia. L'approfondimento del "segno" presente in un'opera è elemento fondamentale per l'attribuzione della medesima.

## Storia recente
Della tavola non si avevano più notizie dal 1939, anno in cui fu messa all'asta dalla famiglia Doria, che la deteneva dal 1621. L'opera fu vincolata con decreto della Reale Soprintendenza alle Gallerie di Napoli, ma nel 1940 (per canali ignoti) lasciò Napoli e da allora se ne persero le tracce. Riapparve a Monaco di Baviera negli anni sessanta dove, Carlo Pedretti, nel 1968, fu il primo studioso a pubblicare immagini a colori della stessa. Pedretti si assunse anche il compito di studiare a fondo il dipinto e cominciò a intrattenere scambi epistolari con il proprietario della tavola, Georg Hoffmann, titolare della società Interkunst GmbH. Nel 1970 l'opera viene ipotecata dalla Interkunst e diciassette anni più tardi viene venduta a una società di consulenza tedesca, che nel 1992 la cede al Tokyo Fuji Art Museum. L'opera, ricercata dal 1983 dalle forze di polizia italiane, era stata, nel settembre 1995, segnalata in Giappone da Alessandro Vezzosi, uno dei massimi esperti mondiali di Leonardo.
Nel giugno 2012, grazie anche alle attività investigative dei Carabinieri del Comando Tutela Patrimonio Culturale, l'opera (conservata presso il caveau di una banca di Ginevra per conto del Tokyo Fuji Art Museum che l'aveva regolarmente ed in perfetta buona fede acquistata nel 1992) è stata donata all'Italia con un accordo con il Giappone che prevede per 26 anni un'alternanza espositiva tra i due paesi (due anni in Italia si alterneranno a quattro di esposizione in Giappone), al termine dei quali l'opera resterà permanentemente in Italia.
Prima del trasferimento a Firenze previsto per il 13 gennaio 2013, l'opera è stata esposta a partire dal 28 novembre 2012 al Palazzo del Quirinale, residenza del Presidente della Repubblica Italiana.
Prima del trasferimento quadriennale in Giappone, previsto per il giugno del 2014, sono in corso analisi scientifiche presso laboratori forensi per un tentativo di attribuzione certa del dipinto a Leonardo da Vinci grazie anche alla comparazione di alcune impronte digitali esistenti sull'opera che saranno poste a confronto con altre rilevate su dipinti leonardeschi.